# Apiciopsis albilinea
Apiciopsis albilinea là một loài bướm đêm trong họ Geometridae.